# Mireille Dumas
Pour les articles homonymes, voir Dumas.
Mireille Dumas, née le 10 septembre 1953 à Chartres (Eure-et-Loir), est une journaliste, réalisatrice, productrice et animatrice de télévision française.

## Biographie

### Enfance
Mireille Dumas est l'avant-dernière née d'une famille de six enfants. Son père, instituteur, meurt alors qu'elle n'a que 3 ans. Devenue veuve à 44 ans, sa mère d’origine italienne, Anne Dumas née Corsini, également institutrice, élève alors seule la petite Mireille et ses cinq frères et sœurs. La journaliste réalisatrice rendra régulièrement hommage dans ses entretiens à celle qui a fait d’elle « un être curieux des autres et de la différence »,  et qu’elle considère comme « avant-gardiste sur bien des combats, celui des femmes, en particulier ».
Cette dernière meurt en 2014, à l'âge de 100 ans, après avoir passé les dernières années de sa vie auprès de Mireille Dumas et de son mari.
La même année, l’animatrice confie sur Europe 1 : « Ma mère est la femme de ma vie. Elle a été ma mère, mon père, mon institutrice, mon amie. Et puis, lorsqu'elle était très âgée, elle est devenue un peu ma fille. Je la protégeais comme une mère. Mais intellectuellement, elle est restée au top jusqu’aux derniers jours. »

### Carrière
Elle commence sa carrière comme journaliste de presse écrite. Entre 1975 et 1980, elle est pigiste dans les journaux Le Monde et Le Matin de Paris au sein des rubriques « culture » et « le Monde d’aujourd’hui », dirigé par Pierre Viansson-Ponté.
À partir des années 1980, elle réalise pour TF1, Antenne 2, FR3 et la Sept des documentaires alternant portraits d’artistes et thèmes de société, dont plusieurs sont primés dans des festivals en France et à l'étranger. Sa façon d’entrer au cœur des problématiques sociétales par l’histoire singulière d’un individu et sa manière d’interviewer tout en finesse lui donnent rapidement la reconnaissance de ses pairs. Et le succès auprès du public. D’autant que les thèmes abordés sont encore tabous mais universels : l’inceste, la prostitution, le crime passionnel…Fait rare, la chaîne anglaise BBC, puis Channel 4 lui consacrent une soirée en 1992 et 1993.  
En juillet 1991, elle crée la société de production MD productions, avec laquelle elle continue de produire de nombreux documentaires réalisés par elle-même mais aussi par d'autres réalisateurs de renom.
Son premier documentaire, Travestir, diffusé en 1992 sur l'histoire de Simone marque un tournant dans sa carrière ; ce film est un succès critique et public.
C'est en créant et animant des émissions spécialisées dans l'entretien sur un mode intime - avec des personnes connues ou anonymes - que Mireille Dumas devient une des figures emblématiques du PAF.
Lancée en septembre 1992, l'émission Bas les masques sur France 2 est la première de ces émissions. Pendant quatre saisons, Bas les masques aborde des sujets intimes, tabous et rencontre un très grand succès auprès du public. Anonymes et célébrités viennent témoigner de leur expérience personnelle sur son plateau, abordant tous les sujets, en particulier ceux dont on ne parle pas à l’époque : l’homosexualité, le harcèlement, les violences conjugales mais aussi les femmes de pouvoir, la pauvreté…Néanmoins, si certains de ses sujets sont traités avec humanité et dignité, d'autres sont jugés racoleurs. L'émission est supprimée pour « excès de polémique », lié à l'affaire des contrats des « animateurs producteurs » proposés par le président de France Télévisions Jean-Pierre Elkabbach et au contenu même de l'émission.
Mireille Dumas lancera par la suite La Vie à l'endroit, un nouveau magazine en immersion dans la vie des français qui reste à l'antenne sur France 2 durant trois saisons de 1997 à 2000, sur France 2.
De 2000 à 2011, elle anime Vie privée, vie publique sur France 3 qui interroge le champ des libertés individuelles et publiques. L'émission accompagne les téléspectateurs de France 3 pendant onze saisons. Plus d’un millier d’invités viennent témoigner ou débattre sur les sujets de société. De grands tête à tête avec des personnalités de premier plan clôturent l’émission.
Mireille Dumas a fêté ses 25 ans de télévision le 5 mai 2007, à l'occasion d'un numéro de Vie privée, vie publique exceptionnel.
Entre 2011 et 2014, elle participe épisodiquement à l'émission radiophonique  de  Philippe Bouvard Les Grosses Têtes sur RTL.
Entre 2012 et 2014, elle présente un magazine documentaire mensuel Signé Mireille Dumas et réalise différents portraits d'artistes.
Le 12 mars 2012, elle est choisie pour présenter, en compagnie de Cyril Féraud, le 57e Concours Eurovision de la chanson, qui se déroule en direct de Bakou en Azerbaïdjan. Elle recommence en 2013 pour la 58e édition à Malmö en Suède.
À partir de 2014, Mireille Dumas abandonne la présentation régulière de magazines pour se consacrer pleinement à la production et à la réalisation de documentaires. Ses films en immersion et ses nombreux portraits d'artistes sont régulièrement diffusés en première partie de soirée sur France 3 :  Hallyday, Mitchell, Dutronc, un trio de légende ou Birkin, Hardy, Sanson, une vie à aimer, ou bien encore Guy Bedos en toute liberté.
En février 2020, elle réalise pour France 2 le documentaire Des ordures et des hommes. Diffusé sur France 2 et LCP-Assemblée Nationale, ce film, qui donne la parole à des éboueurs et dresse un portrait inhabituel de la capitale, est salué par la critique et connaît un très beau succès d'audience[réf. nécessaire] et remporte le prix spécial du jury 2023 Écrans Public. Ce sujet fait l'objet d'un ouvrage portant le même titre.
En 2021, elle produit et réalise plusieurs portraits d’artistes, dont celui de Françoise Hardy, une icône, et un documentaire de première partie de soirée pour France 3 intitulé Les années télé de Mireille Dumas, pour fêter ses 40 ans de télévision.

### Vie privée
Mireille Dumas est mariée depuis quarante ans avec le réalisateur de télévision Dominique Colonna. Ensemble, ils ont tourné leurs premiers documentaires. Si elle n'a pas eu d'enfant, choix qu’elle a toujours assumé, elle a élevé le fils de son mari, Antoine, aujourd'hui décédé. Elle a toujours affirmé « la prépondérance des liens du cœur sur ceux du sang. ».

### Engagement
Mireille Dumas est membre du Comité de parrainage de l'Association pour le droit de mourir dans la dignité. Elle plaide depuis le milieu des années 1990 « pour légiférer sur la fin de vie et le droit de choisir sa mort, au même titre qu’au droit à l’avortement », même si elle concède la « complexité des problèmes éthiques et philosophiques. »
Mireille Dumas est également la marraine de l'association médocienne « Agir Contre les Violences Faites aux Femmes » (ACV2F) depuis 2023.

## Carrière à la télévision
Alors qu’elle est étudiante en lettres, la carrière de Mireille Dumas débute d'abord  avec des stages au sein de la troupe de théâtre du célèbre metteur en scène anglais Peter Brook. Une expérience qui la marquera durablement et qu’elle juge essentielle dans l’approche de son futur métier.
Elle s’initiera aussi pendant une année à l’écriture de scénarios à la Faculté de Jussieu, savoir faire qu’elle mettra à profit dans ses futures réalisations de documentaires.
Dès 1975, âgée  de 22 ans, elle se tourne vers le journalisme, écrivant pour Le Monde et Le Matin de Paris.
Au début des années 1980, elle se lance dans une nouvelle aventure à la télévision et participe à de nombreux magazines de société : Contre Enquête, Moi je, Les 90 rugissants, Sexy Folies…, interviewant déjà anonymes et artistes.

### 1980-1990: réalisatrice de documentaires de société
Mireille Dumas s'investit très vite dans la réalisation de documentaires pour les principales chaînes de télévision française, TF1, Antenne 2, FR3 et la Sept.
En 1981, elle tourne, avec Dominique Colonna, Naples au quotidien, un portrait de la ville, encore meurtrie par le tremblement de terre (52’ pour Antenne 2).
En 1983, ils réalisent pour TF1 Les cousins de Serriera, chronique de la vie d’un village corse.
En 1984, leur documentaire sur l'inceste diffusé en première partie de soirée , intitulé André et Jacqueline, les liens du passé (52' pour FR3), obtient le Prix International ONDAS (1985).
En 1986, le film Les trois familles d'Éric Robert (60' pour Antenne 2), une histoire de substitution d'identité, obtient la Mention Spéciale au Grand Prix Télévision de la SCAM-SGDL (1988). Le documentaire fera l’objet d’une adaptation à la télévision et au cinéma.
En 1989, Mireille Dumas lance une collection Le passé retrouvé (50' pour TF1) Guy Bedos en Algérie, Yannick Noah au Cameroun et Alice Sapritch en Turquie, nommée aux 7 d'Or (1990), premier film qu’elle réalise seule.
À partir de 1990, elle mène désormais à elle seule réalisation et entretiens et obtient la consécration avec sa trilogie documentaire intitulée Crimes et Passions (3x60' pour TF1).  Cette série tournée dans différentes prisons avec les détenus eux-mêmes à visage découvert tente de comprendre le passage à l’acte, ce qui conduit à tuer l’être aimé, tout en rendant compte des questions de justice et de conditions de vie carcérale.
Elle reçoit un FIPA d'argent à Cannes (1991), le Prix Italia (1991) et une Mention Spéciale aux Prix du cinéma européen à Berlin (1991). La série sera diffusée en Angleterre sur la BBC et dans tous les pays francophones. Ces documentaires seront aussi étudiés à l’École nationale de la Magistrature.

### 1991-2000: productrice et réalisatrice de documentaires. Productrice et animatrice deBas les masqueset deLa vie àl'endroit
En 1991, Mireille Dumas crée sa société de production MD Productions et MD Presse, spécialisées notamment dans la production de documentaires et de magazines de société.
En 1992, elle réalise une autre série documentaire, en trois volets, intitulée Prostitution (3x60' pour TF1 et la Sept devenue Arte l’une des rares coproductions de ces deux chaînes). Cette collection sur la prostitution féminine, masculine et transgenre crée l'événement à la télévision et rencontre un très grand succès tant critique que public. L’histoire de la transsexuelle Simone bouleverse les téléspectateurs qui sont confrontés pour l’une des premières fois au questionnement sur le genre. Ce premier volet est suivi à la première diffusion par 7 millions de téléspectateurs soit  plus de 64 % de parts de marché à 22 heures 30. Un score historique. La série rencontre aussi un succès international et est vendue dans 20 pays, du Japon à l’Australie, en passant par l’Allemagne et l’Angleterre et tous les pays nordiques et latins. Elle est nommée aux 7 d'Or (1992).
Pendant cette décennie plus d'une vingtaine de documentaires sont produits par MD Productions, certains réalisés par Mireille Dumas pour France 2 : Charles Aznavour en Arménie, journées particulières en 1996, Sur la route... avec Guy Bedos en 1997, Au cœur des bleus en 1998, La double vie de Johnny... Rock en 1999.
Outre les documentaires, Mireille Dumas décide également de se lancer dans la production et l'animation de magazines de société.
C'est en créant et animant des émissions qui racontent notre époque à travers la  singularité d’une expérience personnelle et l’universalité des sentiments, et surtout grâce à son implication, sa profondeur et sa sensibilité  dans les interviews, - certains disent son « art de la confession sans complaisance tout en pudeur », que Mireille Dumas devient rapidement l'une des figures emblématiques du PAF.
Lancée en septembre 1992 sur France 2, Bas les masques est le premier magazine qui parle des différences et des exclusions, de tout ce qui peut nous marginaliser au cours d’ une vie et ose lever le voile sur les tabous et les blessures secrètes. Sous forme d'entretiens entrecoupés de reportages, Mireille Dumas invite chaque semaine des personnalités, anonymes et connues à témoigner de leur histoire et à la confronter à celle des autres. « C’est la dimension sociale des problèmes individuels qui m’intéresse. », dit-elle. L’émission sera deux années consécutives (1992 et 1993) nommée aux 7 d’Or dans la catégorie « meilleur magazine d’actualité et de société » et Mireille Dumas  « meilleur animateur de débats ». Elle recevra le trophée des Femmes en or section médias  en 1993. Pour l’année 1994-1995, la journaliste animatrice recevra l’Écran d’Or de Télé Loisirs.
Après quatre années à l'antenne et plus de 1 000 invités avec 160 numéros diffusés (en deuxième partie de soirée, avec des spéciales en première partie de soirée), l'émission, malgré son succès, s'arrête alors que l'affaire dite des « contrats des animateurs-producteurs » perturbe la fin du mandat du président de France Télévisions, Jean-Pierre Elkabbach.
Désireuse  de renouer avec le terrain et de partir à la rencontre de ses invités, Mireille Dumas lance en septembre 1997, sur France 2, La Vie à l'endroit, un magazine documentaire d’immersion dans la vie des Français, diffusé sur un rythme bimensuel. L’émission pénètre dans tous les univers ruraux et citadins, d’une usine occupée à un tribunal, d’un cabaret de campagne à l’assemblée nationale ou bien encore d’un village reculé à un immeuble parisien, rendant compte du quotidien, des joies, des colères ou des attentes de tous. Après trois saisons et plus de 70 numéros diffusés (en deuxième partie de soirée, avec des spéciales en première partie de soirée dont SOS Enfants disparus), Mireille Dumas met un terme à La Vie à l'endroit afin de se renouveler et de travailler sur un nouveau magazine de société.

### 2000-2011: productrice et réalisatrice de documentaires / productrice et animatrice deVie privée, Vie publique
En octobre 2000, Mireille Dumas débarque en première partie de soirée sur France 3, avec Vie privée, Vie publique, qui connaîtra un succès immédiat et durable (onze ans) et deviendra vite une expression que tout le monde s’appropriera.
Pressentant l’évolution de la société et la frontière de plus en plus fragile entre le  privé et le public, ce magazine  offre une nouvelle grille de lecture pour décrypter cette lame de fond. Vie Privée, vie Publique : Où commence l’une ? Où s’arrête l’autre ? Jusqu’où aller dans la transparence ? Et dans quels domaines ?
Dans ce nouveau magazine, qui mêle entretiens, débats et reportages sur des thèmes de société, elle reçoit des personnes anonymes et célèbres de tous horizons, artistes, écrivains, sportifs, politiques, magistrats, chefs d’entreprise… Au fil des ans, apparaît  un grand tête à tête qui clôture l’émission  et dessine un portrait intime et inattendu d’une personnalité : Valéry Giscard d’Estaing, Jean-Louis Trintignant, Brigitte Bardot, Roberto Alagna, Bernard-Henri Lévy mais aussi Françoise Hardy, Fabrice Luchini, Benoît Poelvoorde ou Kad Merad.
L’émission sera nommée « meilleure émission de société » aux 7 d’ Or en 2003.
En septembre 2009, l'émission évolue pour se décliner en version hebdomadaire. Vie privée, Vie publique, l'hebdo est désormais diffusée chaque vendredi en deuxième partie de soirée sur France 3, privilégiant les duos et les rencontres.
Après onze saisons à l'antenne et plus de 110 numéros diffusés, l'émission s'arrête définitivement en juin 2011.
Pendant toutes ces années, en parallèle de la présentation de ses émissions sur France 3, Mireille Dumas continue de produire, via sa société MD Productions, des portraits d'artistes : Pierre Palmade, 33 ans (2001), Naissance d'une revue (2003), Idoles d'hier, stars de demain (2006), Dalida, 20 ans déjà (2007) ainsi que des documentaires de société : Les malheurs de Sofia en 2000 réalisé par Gueorgui Balabanov (Arte), À la vie, à la mort en 2003, réalisé par Jean-Pierre Devillers et Isabelle Cottenceau (France 3) ou encore Fatou, rescapée des incendies en 2007, réalisé par Julien Pot et Jean-Pierre Devillers (France 3).
Le documentaire À la vie, à la mort, avec Philippe Pozzo di Borgo et Abdel donnera l’idée à Eric Toledano et Olivier Nakache de réaliser « Intouchables ». C’est un extrait de ce documentaire qui clôture d’ailleurs leur film. Une aventure à tiroirs car c’est l’entretien émouvant et empli d’humour, dans Vie privée Vie publique, de l’homme d’affaires tétraplégique et de son assistant issu des cités qui a donné envie à Mireille Dumas d’en faire un documentaire.

### 2003: Productrice de fiction
En 2003, Mireille Dumas produit une fiction unitaire de 90 minutes pour France 2 qui remporte un énorme succès d’audience, arrivant très largement en tête du podium toutes chaînes confondues, réunissant 7 millions de téléspectateurs et 34,5 % de parts de marché. Cette histoire de paysan surdoué Une preuve d'amour, réalisée par Bernard Stora, est aussi récompensée par deux prix au Festival du Film de Luchon (2003) : le Grand prix et le Grand prix d'interprétation masculine décerné à l’acteur principal, Éric Elmosnino, encore inconnu du grand public.
À noter que ce sera le retour de la comédienne Anouk Grinberg à la télévision et l’avant dernier film de Jean Yanne. C’est l’un des thèmes de ses émissions sur les surdoués qui a inspiré à Mireille Dumas l’idée de ce scénario  en milieu rural.

### Depuis 2011: productrice et réalisatrice de documentaires
À la fin de la saison 2010-2011, la nouvelle direction de France 3, qui souhaite installer un nouveau talk-show incarné par Cyril Viguier dans la case de Vie privée, Vie publique, l'hebdo, propose à Mireille Dumas de poursuivre leur collaboration sous d'autres formes, notamment celle du documentaire.
De 2012 à 2014, la chaîne lui demande de produire et d’animer une fois par mois, en première partie de soirée, un magazine de société alliant débat en plateau et documentaires, intitulé Signé Mireille Dumas avec entre autres, Télévision, ton univers impitoyable, Comment ils ont changé de vie ou bien encore Le poids du nom en héritage.
Pour cette même collection incarnée, elle réalise de grands portraits d’artistes populaires de 110 minutes, parmi lesquels Qui êtes-vous Michel Sardou ? (2012), Julien Clerc et Laurent Gerra en toute vérité (2013), Dany Boon et Line Renaud, la fierté des Ch'tis (2014), Adamo et Aufray, c’est leur vie (2014).
Puis, ses documentaires deviennent progressivement plus événementiels et la journaliste réalisatrice n’apparaît plus à l’antenne, sauf exception quand elle interviewe des politiques pour en brosser un portrait intime et inattendu, dans un concept très original à partir des chansons de leur vie, intitulé Politiques, ils connaissent la chanson (2016).
De 2014 à 2021, Mireille Dumas propose sur France 3 de nombreux documentaires en première partie de soirée,  tout en continuant sa galerie de portraits d’artistes : Guy Bedos en toute liberté (2014), Hallyday, Mitchell, Dutronc, un trio de légende (2014), Alain Souchon et Laurent Voulzy, un duo magique (2015), Véronique Sanson et Pierre Palmade, leur drôle de vie (2015), Goldman, Balavoine, Berger, quand on est ensemble (2016), Birkin, Hardy, Sanson, une vie à aimer (2017), Les trésors cachés des variétés : Jean-Christophe Averty (2017), La France en humour (2017), Famille, je vous chante (2018) ou encore Les années Bouvard, le rire et l'impertinence (2019).
En 2012, Mireille Dumas est choisie pour présenter et commenter en direct sur France 3, en compagnie de Cyril Féraud, la 57e édition du Concours Eurovision de la chanson qui se déroule à Bakou en Azerbaïdjan. Elle renouvelle cette expérience l'année suivante en 2013 à Malmô en Suède.
Le mois suivant, LCP-Assemblée Nationale propose une soirée spéciale, en première partie de soirée, avec le documentaire suivi d'un débat.
Pour France 3, Mireille Dumas réalise également en 2020 et 2021 de nombreux portraits d’artistes dont Françoise Hardy, une icône.
Toujours pour France 3, en 2021, pour fêter ses 40 ans de carrière télévisuelle, elle produit et réalise pour une première partie de soirée, une rétrospective sur  les grands moments de ses émissions, intitulée Les années télé de Mireille Dumas. De même, en 2023, elle réalise le second volet de cette rétrospective Les années Mireille Dumas : les artistes et la famille.
Depuis 2021, Mireille Dumas continue de réaliser et de produire de nombreux portraits d'artistes dont Les 1001 mille et une vies de Line Renaud, Serge Lama : la vie à la folie. Et en 2023, pour Canal+, Brigitte Bardot, l'insoumise.

## Autres activités
Entre 2011 et 2014, Mireille Dumas participe épisodiquement à l'émission radiophonique de Philippe Bouvard Les Grosses Têtes sur RTL.
En parallèle de sa carrière audiovisuelle, Mireille Dumas publie également des ouvrages : Parole interdite en 1994, Passions criminelles avec Yann Queffélec en 2008 (Fayard), La France en chansons en 2018 (Cherche Midi), Des ordures et des hommes avec Denis Demonpion en 2020 (Buchet-Chastel), et Rencontres inoubliables, Vie Privée Vie Publique (Cherche Midi).

## Chaine YouTube INA Mireille Dumas
En septembre 2023, Mireille Dumas lance avec succès en partenariat avec l'INA la chaîne YouTube Ina-Mireille Dumas. L’occasion de voir ou de revoir les archives de ses émissions sur quatre décennies. Des tranches de vie et des témoignages sur les faits marquants de notre société ont captivé le public et révolutionné le paysage audiovisuel français en brisant bien des tabous.
Depuis janvier 2024, la chaîne YouTube Ina Mireille Dumas, propose un programme inédit, mensuel, intitulé « Mireille Dumas retrouve… », dans lequel la journaliste interviewe d’anciens témoins de ses émissions qu’elle retrouve 20 ou 30 ans après.
Elle a ainsi redonné la parole à Linda qui était, en 1994, maman à 14 ans ainsi qu’à Charlie, un jeune adolescent à haut potentiel intellectuel (HPI), victime de harcèlement scolaire en 1999 ou bien encore l'ancien mannequin Satya Oblette d'origine indienne à la recherche de ses parents biologiques. 
La chaîne a fêté en janvier 2025 plus de 100 000 abonnés et 47 millions de vues.

## Magazines

### Magazines présentés et produits
- 1992 - 1996 : Bas les masques - Présentation : Mireille Dumas - Hebdomadaire - Première partie de soirée - France 2 / MD Productions
- 1997 - 2000 : La vie à l'endroit - Présentation : Mireille Dumas - Bimensuel - Deuxième partie de soirée - France 2 / MD Productions
- 2000 - 2009 : Vie privée, Vie publique - Présentation : Mireille Dumas - Bimensuel - Première partie de soirée - France 3 / MD Productions
- 2009 - 2011 : Vie privée, Vie publique, l'hebdo - Présentation : Mireille Dumas -Hebdomadaire - Deuxième partie de soirée - France 3 / MD Productions
- 2012 - 2014 : Signé Mireille Dumas - Présentation : Mireille Dumas- Mensuel- Première partie de soirée – France 3/ MD Productions

### Magazine produit
- Été 2002 : Comme on s'aime - Présentation : Gaël Leforestier - 6 x 90' - Deuxième partie de soirée - France 2 / MD Productions

## Documentaires

### Documentaires réalisés non produits
- 1981 : Naples au quotidien (avec Dominique Colonna) - 52’- Antenne 2
- 1984 : André et Jacqueline, les liens du passé (avec Dominique Colonna) - 52' - FR3 - Prix International ONDAS (1985)
- 1986 : Les trois familles d'Éric Robert (avec Dominique Colonna) - 60' -Antenne 2 -
- 1988 : Le passé retrouvé : Guy Bedos En Algérie (avec Dominique Colonna) - 60' - TF1
- 1989 : Le passé retrouvé : Yannick Noah au Cameroun (avec Dominique Colonna) - 50' - TF1
- 1989 : Le passé retrouvé : Alice Sapritch en Turquie de Mireille Dumas - 50' - TF1 - Nomination aux 7 d'Or (1990)
- 1990-1991 : Crimes et Passions de Mireille Dumas - 3x 52' - TF1

### Documentaires réalisés et produits
- 1992 : Prostitution de Mireille Dumas - 3x60' (Travestir / Jeune homme à louer / La maman du trottoir) - TF1 / La Sept / MD Productions
- 1996 : Charles Aznavour en Arménie, journées particulières de Mireille Dumas - 52' - France 2 / MD Productions
- 1997 : Sur la route... avec Guy Bedos de Mireille Dumas - 70' - France 2 / MD Productions
- 1998 : Au cœur des Bleus (avec Dominique Colonna) - 130' - France 2 / MD Productions
- 1999 : La double vie de Johnny... Rock  de Mireille Dumas - 60' - France 2 / MD Productions
- 2001 : Pierre Palmade, 33 ans... de Mireille Dumas - 110' - France 3 / MD   Productions
- 2003 : Naissance d'une revue (avec Dominique Colonna) – 150’ - France 3 / MD Productions
- 2006 : Idoles d'hier, stars de demain (avec Dominique Colonna) - 110' - France 3 / MD Productions
- 2007 : Dalida, 20 ans déjà (avec Christine Lamazière et Alain Chaufour) - 110' France 3 / MD Productions
- 2008 : Claude François une légende, 30 ans déjà (avec Christine Lamazière et Alain Chaufour) - 110' - France 3 / MD Productions
- 2009 : 1970, la France se déshabille (avec Alain Chaufour) - 110' - France 3 / MD Productions
- 2011 : Télévision, ton univers impitoyable ! (avec Alain Chaufour et Anne Sedes) - 110' - France 3 / MD Productions
- 2012 : Qui êtes-vous Michel Sardou ? (avec Alain Chaufour) - 110' - France 3 / MD Productions
- 2013 : Julien Clerc et Laurent Gerra en toute vérité - 115' - France 3 / MD Productions
- 2013 : Lama, Macias, leur incroyable destin croisé (avec Anne Sedes) - 110' - France 3 / MD Productions
- 2014 : Dany Boon et Line Renaud, la fierté des Ch’tis (avec Anne Sedes) - 115’- France 3 / MD Productions
- 2014 : Adamo et Aufray, c'est leur vie (avec Alain Chaufour) - 120' - France 3 / MD Productions
- 2014 : Guy Bedos en toute liberté - 110' - France 3 / MD Productions
- 2014 : Hallyday, Mitchell, Dutronc, un trio de légende (avec Alain Chaufour) - 110' - France 3 / MD Productions
- 2015 : Véronique Sanson et Pierre Palmade, leur drôle de vie (avec Anne Sedes) - 125' - France 3 / MD Productions
- 2015 : Alain Souchon et Laurent Voulzy, un duo magique (avec Alain Chaufour) - 120' - France 3 / MD Productions
- 2015 : Charles Trenet, quand notre cœur fait boum - 105' - France 3 / MD Productions
- 2016 : Politiques, ils connaissent la chanson - 135' - France 3 / MD Productions
- 2016 : Goldman, Balavoine, Berger : quand on est ensemble (avec Alain Chaufour) - 107' - France 3 / MD Productions
- 2017 : Les trésors cachés des variétés - Jean-Christophe Averty (avec Philippe Rouget) - 110' - France 3 / MD Productions
- 2017 : Polnareff, Delpech, Ferrer : la rançon du succès (avec Alain Chaufour) - 110' - France 3 / MD Productions
- 2017 : Birkin, Hardy, Sanson, une vie à aimer (avec Anne Sedes) - 110' - France 3 / MD Productions
- 2018 : La famille, ça me fait bien rire - 120’ - France 3 / MD Productions
- 2019 : Les années Bouvard : le rire et l'impertinence - 110' - France 3 / MD Productions
- 2020 : Des ordures et des hommes (avec Damien Vercaemer) - 60' – France 2 / LCP- Assemblée Nationale / MD Productions
- 2021 : Françoise Hardy, une icône de Mireille Dumas – 52’ - France3 / MD Productions
- 2021 : Les années télé de Mireille Dumas -130’ - France 3 / MD Productions
- 2021 : Enrico Macias, inattendu - 75' - France 3 / MD Productions
- 2022 : Les 1001 vies de Line Renaud - 90' - France 3 / MD Productions
- 2022 : Quand la télé prend l'air -  90' - France 3 / MD Productions / New Start Productions
- 2022 : Enrico Macias, de l'amour plein la tête - 52' - France 3 / MD Productions
- 2023 : Serge Lama, la vie à la folie - 52' - France 3 / MD Productions
- 2023 : Brigitte Bardot, l'insoumise - 52' - Canal + Docs / MD Productions
- 2023 : Les années Mireille Dumas : les artistes et la famille - 130' - France 3 / MD Productions

### Documentaires produits
- 1994 : La télévision en otage - Jean-Marc Seban et Claire Ernzen - 52' - France 2 / MD Productions
- 1994 : Les Enfants noirs de La Creuse - Amélie Develay et Vincent Liger - 52' - France 2 / MD Productions
- 1994 : Les enfants de Medellin - Amélie Develay et Vincent Liger - 52' - France 2 / MD Productions
- 1996 : Pour l'amour d'un prêtre - Patricia Corphie et Gilles Combet - 52' - France 2 / MD Productions
- 1996 : En quête de famille - Amélie Develay et Vincent Liger - 52' - France 2 / MD Productions
- 1996 : Pour relation sincère et durable - Patricia Corphie et François Pradeau - 52' - France 2 / MD Productions
- 1996 : Graines de Top Modèles - Angela Lorente - 52' - France 2 / MD Productions
- 1996 : Cobayes humains - Claire Ernzen et Roland Allard - 52' - France 2 / MD Productions
- 1996 :  Moi, Jacques Lerouge, ancien condamné à mort - Sylvie Steinebach et Jean-Pierre Devillers - 52' - France 2 / MD Productions
- 1997 : Les mots qui trébuchent - Patricia Corphie et Philippe Baron - 52' - France 3 / MD Productions
- 1998 : Mille et un rêves - Patrick Le Gall - 60' - Arte / MD Productions
- 2000 : Les malheurs de Sofia - Gueorgui Balabanov - 52' - Arte / MD Productions
- 2003 : A la vie, à la mort - Jean-Pierre Devillers et Isabelle Cottenceau - 52' – France 3 / MD Productions

## Fiction
- 2003 : Une preuve d'amour réalisé par Bernard Stora, produit par Mireille Dumas - 90' - France 2 / MD Productions – Acteurs principaux : Eric Elmosnino, Anouk Grinberg, Jean Yanne.

## Prix
- Prix international Ondas, 1985 pour André et Jacqueline, les liens du passé
- Mention spéciale au grand prix de télévision SCAM- SGDL, 1988  pour Les trois familles d’Eric Robert
- Prix international Italia 1991 pour Crimes et Passions « La cicatrice »
- Mention spéciale au prix du cinéma européen de Berlin 1991 pour Crimes et Passions « La cicatrice »
- Fipa d’argent 1991 pour Crimes et Passions L’héritage[25],[58]
- Grand prix du Festival du Film de Luchon en 2003 pour la fiction Une preuve d'amour réalisée par Bernard Stora, produite par Mireille Dumas et prix d'interprétation masculine pour Eric Elmosnino.
- Prix Roland Dorgelès en 2011 pour sa pratique de la langue française[41]
- Laurier d'honneur pour l'ensemble de sa carrière en 2025[59]

## Publications
- Paroles interdites, éditions No 1, 2001  (ISBN 978-2863915912)
- Passions criminelles, avec Yann Queffélec, éditions Fayard, 2008  (ISBN 978-2213635033)  — ouvrage sur le crime passionnel qui emprunte à un documentaire de Mireille Dumas, tourné dans les prisons françaises en 1990 et ayant reçu un Lion d'argent à Venise et un Fipa d'argent à Cannes « Passions criminelles de Mireille Dumas », sur le site evene.fr
- La France en chansons, Le Cherche Midi, 2018  (ISBN 978-2-7491-5756-6)
- avec André Santini, Maire célibataire, Le Cherche Midi, 2019  (ISBN 9782749161211)
- avec Denis Demonpion, Des ordures et des hommes, Buchet-Chastel, 2020  (ISBN 2283033969)
- Rencontres inoubliables - Vie privée, vie publique, Le Cherche Midi, 2021  (ISBN 9782749168432)

## Distinctions
- Chevalière de l'ordre national du Mérite (2004)
- Officière de l'ordre des Arts et des Lettres (2007)[60].
- Chevalière de la Légion d'honneur (2010)[61]